# Concursul Muzical Eurovision Junior 2005
Concursul Muzical Eurovision Junior 2005 a avut loc la Hasselt (Belgia) pe data de 26 noiembrie 2005.
Marea câștigătoare a concursului este Ksenia Sitnik , reprezentând Belarusul , cu 149 de puncte. Ksenya Sitnik a participat la numeroase fstivaluri internționale și naționale pe care de cele mai multe ori le-a câștigat.

## Rezultate
|    | Țara                 | Artist              | Cântec                     | Locul | Puncte |
| -- | -------------------- | ------------------- | -------------------------- | ----- | ------ |
| 01 | Grecia               | Alexandros și Kalli | Tora Einai I Seira Mas     | 06    | 88     |
| 02 | Danemarca            | Nicolai             | Shake Shake Shake          | 04    | 121    |
| 03 | Croația              | Lorena Jelusić      | Rock Baby                  | 12    | 36     |
| 04 | România              | Alina Eremia        | Țurai!                     | 05    | 89     |
| 05 | Regatul Unit         | Joni Fuller         | How Does It Feel?          | 14    | 28     |
| 06 | Suedia               | M+                  | Gränslös Kärlek            | 15    | 22     |
| 07 | Rusia                | Vladislav Krutskih  | Doroga K Solnțu            | 09    | 66     |
| 08 | Republica Macedonia  | Denis Dimoski       | Rodendenski Baknež         | 08    | 68     |
| 09 | Țările de Jos        | Tess                | Stupid                     | 07    | 82     |
| 10 | Serbia și Muntenegru | Filip Vučić         | Ljubav Pa Fudbal           | 13    | 29     |
| 11 | Letonia              | Kids4Rock           | Es Esmu Maza Jauka Meitene | 11    | 50     |
| 12 | Belgia               | Lindsay             | Mes Rêves                  | 10    | 63     |
| 13 | Malta                | Thea & Friends      | Make It Right!             | 16    | 18     |
| 14 | Norvegia             | Malin               | Sommer og Skolefri         | 03    | 123    |
| 15 | Spania               | Antonio José        | Te Traigo Flores           | 02    | 146    |
| 16 | Belarus              | Ksenia Sitnik       | Mî Vmeste                  | 01    | 149    |

### 12 puncte
| Nr. | Pentru        | De la                                               |
| --- | ------------- | --------------------------------------------------- |
| 4   | Spania        | Grecia, România, Serbia și Muntenegru, Regatul Unit |
| 3   | Belarus       | Malta, Letonia, Rusia                               |
| 2   | Danemarca     | Republica Macedonia, Norvegia                       |
| 2   | Grecia        | Croația, Cipru                                      |
| 2   | Norvegia      | Danemarca, Suedia                                   |
| 1   | Belgia        | Țările de Jos                                       |
| 1   | Țările de Jos | Belgia                                              |
| 1   | România       | Spania                                              |
| 1   | Rusia         | Belarus                                             |

Note
- Toate țările au primit la început 12 puncte din oficiu.
- Ciprul s-a retras târziu, dar și-a păstrat dreptul de a vota.